# Nadym (rivier)
De Nadym (Russisch: Надым) is een rivier in het Russische autonome district Jamalië in West-Siberië. De rivier heeft haar bron in het Noemtomeer op de Siberische heuvelrug en stroomt in noordelijke richting over het West-Siberisch Laagland naar de Obboezem van de Karazee. Het gemiddelde debiet bij de monding bedraagt 590 m³/sec.
De grootste zijrivier is de Levaja Chetta. De rivier is erg visrijk en bevaarbaar vanaf de gelijknamige stad Nadym.